# Кшиштоф Барановський
Кшиштоф Барановський (пол. Krzysztof Baranowski) (26 червня 1938 , Львів ) — польський мореплавець, журналіст, педагог, перший яхтсмен, який дворазово здійснив навколосвітнє плавання наодинці.

## Біографія
Народився 26 червня 1938 року в м. Львові.
У період навчання подорожував «автостопом» по Канаді і США, про що написав книгу «Хобо». Після закінчення Вроцлавського політехнічного інституту (факультет електроніки) працював кореспондентом в газеті «Trybuna Ludu» («Трибуна люду»).
17 червня 1972 на яхті «Полонез» взяв участь в трансатлантичних перегонах одинаків з Плімута (Велика Британія) в Ньюпорт (США) і зайняв 12 місце. Після цього в 1972–1973 роках продовжив своє плавання на яхті «Полонез», здійснивши навколосвітнє плавання, пройшовши 35424 морських миль протягом 272 днів по маршруту Ньюпорт — Кейптаун — Хобарт (Тасманія) — Стенлі (Фолклендські острови) — Плімут. Подорож закінчиться 24 червня 1973 року. Описав свою навколосвітню подорож в книзі «Навколо світу на „Полонезі“».
Вдруге він вирушив у таку подорож в період з 2 жовтня 1999 по 30 серпня 2000 на яхті «Lady B», розпочавши й закінчивши подорож у португальському Віламора, пройшовши 24000 морських миль, відвідавши Канарські острови, Карибський басейн, Панамський канал, Таїті, Австралію, Сейшельські острови, Червоне і Середземне моря.
Брав участь в організації збору коштів на будівництво в Польщі баркентини «Погорія», яка використовувалась як навчальне судно для «важких» дітей.